# ナイフ (オレンジスパイニクラブのアルバム)
『ナイフ』は、オレンジスパイニクラブがワーナーミュージック・ジャパンから2025年9月10日にリリースするメジャー2作目（通算4作目）のミニ・アルバム。

## 背景
前作『生活なんて』から約1年2か月ぶりとなるアルバム作品。フジテレビ系スペシャルドラマ『告知事項あり。〜その事故物件で起きること〜』の主題歌として書き下ろされ、デジタルシングルとして2025年4月に配信された「正体」を含む7曲が収録されている。
本作は、同年6月27日にmusic zoo KOBE太陽と虎にて行われた全国ツアーファイナル公演でリリースがアナウンスされた。
通常盤と初回限定盤の2形態でリリースされ、初回限定盤には、The ドーテーズ時代の楽曲を7曲再録したCD「夏服」が付属する。
9月13日・14日には、リリース記念インストアアコースティックライブを、タワーレコード水戸オーパ店とタワーレコード新宿店で開催する。

## 収録曲
1. ネクター [4:08]
作詞・作曲：スズキナオト
  - 毎日のようにメンバーと遊んでいた青春時代の想いを込め、当時実際に飲んでいた『ネクター』をモチーフにした楽曲となっている[3]
  - 8月1日にJFN「FRIDAY GOES ON! 〜あっ、それいただきっ!〜」で初OA
  - 8月6日に先行配信
2. パートナー・イン・クライム [:]
作詞・作曲：
編曲：
3. 彼女が髪を巻いている [:]
作詞・作曲：
編曲：
4. 献立 [3:42]
作詞・作曲：スズキユウスケ
  - メジャー9th配信シングルの表題曲
5. ロンリーローリングスター [:]
作詞・作曲：
編曲：
6. 正体 [2:49]
作詞・作曲：スズキナオト
  - メジャー10th配信シングルの表題曲
7. Bowie [:]
作詞・作曲：
編曲：

## タイアップ
| 曲名 | タイアップ                                                                       |
| ---- | -------------------------------------------------------------------------------- |
| 正体 | フジテレビ系スペシャルドラマ『告知事項あり。〜その事故物件で起きること〜』主題歌 |

## 夏服
『夏服』（なつふく）は、オレンジスパイニクラブがワーナーミュージック・ジャパンから2025年9月10日にリリースするメジャー2作目（通算4作目）のミニ・アルバム『ナイフ』初回限定盤に付属するCD。

### 概要
前身バンド時代の楽曲を7曲再録した作品。また、収録曲『ブサイク』は、前身バンド時代に制作した未発表曲である。

### 収録曲
1. エロティック [:]
作詞・作曲：
  - 初出アルバム『ノーバイブ』
2. エブリデイ・ロックンロール [:]
作詞・作曲：
  - 初出アルバム『エブリデイ・ロックンロール』
3. デート [:]
作詞・作曲：
  - 初出アルバム『under20』
4. ノーバイブ [2:24]
作詞・作曲：スズキナオト
  - 初出アルバム『ノーバイブ』
  - メジャー11th配信シングルの表題曲
5. 死ぬほど好き [:]
作詞・作曲：
  - 初出アルバム『under20』
6. 十人十色 [:]
作詞・作曲：
  - 初出アルバム『衝撃』
7. ブサイク [:]
作詞・作曲：
  - The ドーテーズ時代に制作した未発表曲

### タイアップ
| 曲名         | タイアップ                                                      |
| ------------ | --------------------------------------------------------------- |
| 死ぬほど好き | TOKYO MX・DMM TV『黒弁護士の痴情 世界でいちばん重い純愛』主題歌 |